# Winter Poem
Winter Poem é o álbum de estúdio da dupla Secret Garden.